# Sombrero (ilha)
A Ilha Sombrero, também conhecida como ilha Hat, é uma das ilhas que formam o arquipélago de Anguila, um dos territórios britânicos ultramarinos. É a ilha mais setentrional das Pequenas Antilhas, ficando a 54 km a noroeste de Anguila da qual está separada pela passagem Dog and Prickly Pear. A distância até à ilha Dog, a ilha mais próxima, é de 38 km.
Sombrero te, 1,6 km de comprimento norte-sul e 380 m de largura. A área da ilha é de 0,38 km2. O seu nome deve-se à forma de chapéu sombrero que o seu perfil apresentava, mas a prospeção de guano deixou a ilha com falésias e um topo relativamente plano, a 12 m sobre o mar. A ilha não tem quase vegetação nenhuma.
Sombrero permitiu extrair cerca de 3000 toneladas de fosfatos por ano em 1870. Em 1890, as reservas ficaram esgotadas.
Presentemente a ilha é um sítio classificado pela Convenção de Ramsar.